# Iván Kalmykov
Iván Pávlovich Kalmykov (del ruso: Иван Павлович Калмыков), 5 de septiembre de 1890-septiembre de 1920) fue el atamán de los cosacos del Ussuri durante la guerra civil rusa. Se alzó en febrero de 1918 contra el Gobierno soviético y se convirtió en uno de los caudillos militares del Extremo Oriente ruso.
Elegido atamán en enero de 1918, Kalmykov lanzó una serie de acciones de guerrilla contra las guarniciones bolcheviques al este del Ferrocarril Transmanchuriano. El 4 de julio se hizo con la estación de Grodékovo, donde instaló su cuartel general. Con la cooperación de contingentes checos del general Dieterichs y de la 12.ª División de Infantería japonesa, se apoderó de Jabárovsk en septiembre. Al igual que Grigori Semiónov, dependía intensamente de la ayuda financiera y material de la misión militar japonesa destinada en la región.
Participó y ordenó numerosos asesinatos de civiles. Durante una entrevista en Vladivostok el 20 de noviembre de 1918 con el general francés Maurice Janin, justificó la ejecución de algunos miembros de la misión sanitaria sueca por considerar que eran espías alemanes.
El 13 de febrero de 1920, abandonó Jabárovsk empujado por las unidades soviéticas y cruzó la frontera china. El 8 de marzo, fue detenido por las autoridades chinas. Falleció cuando intentaba huir de los soldados que le conducían a Vladivostok para ser entregado a las autoridades soviéticas, en septiembre.